# Anaso Jobodwana
Anaso Jobodwana (30 de julio de 1992) es un atleta sudafricano especialista en pruebas de velocidad.
Compitió en la final de los 200 metros masculino en los Juegos Olímpicos de 2012 celebrados en Londres (Reino Unido), terminando en octava posición. En el Campeonato Mundial de Atletismo de 2015 celebrado en Pekín (China) ganó la medalla de bronce en los 200 metros masculino con un tiempo de 19,87 segundos, estableciendo un récord nacional.

## Palmarés internacional
| Campeonato Mundial | Campeonato Mundial | Campeonato Mundial | Campeonato Mundial | Campeonato Mundial |
| Año                | Lugar              | Medalla            | Prueba             | Tiempo             |
| ------------------ | ------------------ | ------------------ | ------------------ | ------------------ |
| 2015               | Pekín (China)      | Medalla de bronce  | 200 metros         | 19,87              |
| Universiadas       |                    |                    |                    |                    |
| Año                | Lugar              | Medalla            | Prueba             | Tiempo             |
| 2013               | Kazán (Rusia)      | Medalla de oro     | 100 metros         | 10,10              |
| 2013               | Kazán (Rusia)      | Medalla de oro     | 200 metros         | 20,00              |